# تشيرينج توبجاي
تشيرينج توبجاي (مواليد 19 سبتمبر 1965) هو سياسي بوتاني ومدافع عن البيئة والثقافة وكان رئيس وزراء بوتان في الفترة من يوليو 2013 إلى أغسطس 2018. وتوباي زعيم حزب الشعب الديمقراطي، وكان أيضًا زعيم المعارضة في الجمعية الوطنية من مارس 2008 إلى أبريل 2013.

## روابط خارجية
- تشيرينج توبجاي على موقع IMDb (الإنجليزية)
- تشيرينج توبجاي على موقع قاعدة بيانات الفيلم (الإنجليزية)